# 班克斯群島
班克斯群島是太平洋島國瓦努阿圖的群島，位於該國北部，與西北面的托雷斯群島組成托爾巴省，面積780平方公里，主要經濟活動是自給農業，2009年人口8,533。
13°50′S 167°35′E / 13.833°S 167.583°E